# Chicago Studebakers
Die Chicago Studebakers (auch: Chicago Studebaker Flyers) waren ein professionelles US-amerikanisches Basketballteam der National Basketball League (NBL) in der Saison 1942/43.
Professionell ist für die Spieler hierbei als Ausschlussprädikat für Amateur-, Kirchen- oder College-Basketball zu verstehen. Dass die Werksmannschaft der United Auto Workers neben ihrem Lohn für die Arbeit in der Studebaker-Fabrik weitere Aufwendungen für den Spielbetrieb erhalten hat, ist nicht bekannt, aber auch nicht auszuschließen. Tatsache ist, dass keiner der Spieler wegen seiner Tätigkeit in einer kriegswichtigen Industrieproduktion während des Zweiten Weltkriegs zum Militärdienst eingezogen werden konnte.
Die Chicago Studebakers waren nach den Toledo Jim White Chevrolets das zweite Integrationsteam der NBL, was heißt, dass ihm neben den weißen Spielern Mike Novak, Paul Sokody, Dick Evans und Johnny Orr mit Duke Cumberland, Roosie Hudson, Bernie Price, Sonny Boswell, Tony Peyton, Hillery Brown und Ted Strong auch ehemalige Spieler der Harlem Globetrotters aus Chicago und der New York Renaissance angehörten.
Acht Siegen der Saison 1942/43 standen 15 Niederlagen gegenüber, doch wegen Toledos Rückzug während der laufenden Saison qualifizierten sich alle verbliebenen vier Teams für die Postseason, in der die Studebakers den Fort Wayne Zollner Pistons, den heutigen Detroit Pistons, mit 1—2 nach Siegen unterlagen. Seinen letzten Auftritt hatte das Team als South Bend Studebaker Champions im März 1943 gegen die Minneapolis Rock String Sparklers im Achtelfinale des World Professional Basketball Tournaments.